# Taranto Open 1994
Il Taranto Open 1994 è stato un torneo di tennis giocato sulla terra rossa. 
È stata l'8ª edizione del torneo, che fa parte della categoria Tier IV nell'ambito del WTA Tour 1994. 
Si è giocato a Taranto in Italia, dal 25 aprile al 1º maggio 1994.

## Campionesse

### Singolare
Julie Halard ha battuto in finale  Irina Spîrlea con il punteggio di 6–2, 6–3

### Doppio
Irina Spîrlea /  Noëlle van Lottum hanno battuto in finale  Sandra Cecchini /  Isabelle Demongeot con il punteggio di 6–3, 2–6, 6–1